# Proleskiomima frontalis
Proleskiomima frontalis är en tvåvingeart som beskrevs av Townsend 1934. Proleskiomima frontalis ingår i släktet Proleskiomima och familjen parasitflugor. Inga underarter finns listade i Catalogue of Life.